# La veglia all'alba
La veglia all'alba (The Morning Watch) è un romanzo breve autobiografico dello scrittore statunitense James Agee pubblicato in lingua inglese dapprima nel 1950 nella rivista italiana Botteghe Oscure e l'anno successivo in volume dalla casa editrice statunitense Houghton Mifflin. Con una tecnica analoga al flusso di coscienza joyciano, l'autore segue le ore delle funzioni mattutine del venerdì santo dal punto di vista di un collegiale dodicenne. L'opera fu finalista al National Book Award per la narrativa nel 1952.

## Storia editoriale
James Agee lavorò a The Morning Watch (La veglia all'alba) negli ultimi anni quaranta; terminò la prima stesura nel maggio 1950. The Morning Watch apparve dapprima, in lingua inglese, nella rivista italiana Botteghe Oscure; nel 1951 fu pubblicato sia nella rivista statunitense Partisan Review, sia in un volume edito dalla Houghton Mifflin; l'anno successivo fu finalista al prestigioso National Book Award per la narrativa.. The Morning Watch fu tradotto in lingua italiana da Giorgio Monicelli col titolo "La veglia all'alba" e pubblicato in Italia da quattro editori nell'arco temporale di cinquantasette anni.

## Trama
La veglia all'alba è lo studio psicologico, attuato con una tecnica analoga al monologo interiore, di un dodicenne di nome Richard,  studente in un collegio episcopale statunitense, di cui non viene detto il nome, nelle prime ore del Venerdì santo del 1923. L'opera è divisa in tre parti. Nella prima parte, Richard è svegliato nel dormitorio alle quattro meno un quarto del mattino da Padre Whitman, il cappellano, perché prenda parte alla veglia di preghiera delle ore 4 nella cappella della scuola; nella seconda parte, Richard si reca nella cappella, si immerge nella preghiera e decide di partecipare anche alla veglia successiva, quella delle ore 4:30; nella terza parte, Richard lascia la cappella alle 5 del mattino ma, anziché ritornare immediatamente al convitto, si avvia con altri due coetanei, Hobe Gillum e Jimmy Toole, verso uno stagno vicino per fare un bagno, tutti e tre consapevoli di commettere una infrazione. Sulla strada che porta allo stagno, Richard scopre, sul tronco di un albero, la cuticola di una locusta, con le zampe anteriori aperte, come se l'insetto fosse stato crocifisso. Sulla riva dello stagno, quando si stanno rivestendo dopo aver nuotato nell'acqua gelida, i tre ragazzi scorgono un serpente e lo uccidono. Infine ritornano al convitto; Richard porta con sé la cuticola della locusta.

## Critica
La veglia all'alba è un'opera letteraria di piccole dimensioni; per Thomas G. Bergin è «un'opera troppo breve e gracile per potersi considerare un romanzo». L'autore James Rufus Agee si dedicò in vita soprattutto alla critica cinematografica e alla scrittura di sceneggiature, pubblicò pochissime opere letterarie e la sua fama letteraria è basata soprattutto sul suo romanzo autobiografico Una morte in famiglia pubblicato postumo nel 1957. 
Le vicende della Veglia all'alba sono in parte autobiografiche. Per Jeffrey J. Folks, La veglia all'alba può essere considerato un sequel di Una morte in famiglia; è possibile infatti ravvisare aspetti autobiografici nel personaggio di Richard, il quale ricorda Rufus, il bambino di sei anni protagonista di Una morte in famiglia. Dopo la morte del padre Hugh, avvenuta in un incidente stradale nel 1915 quando l'autore aveva appena sei anni (vicenda narrata nel romanzo Una morte in famiglia), dal 1919 al 1924 James Rufus Agee fu convittore nel collegio religioso maschile di St. Andrew a Sewanee (Tennessee). Gli aspetti autobiografici sono stati testimoniati dallo stesso autore in comunicazioni private al regista  John Huston e all'amico padre episcopale James Harold Flye. A John Huston, Agee scrisse in una lettera che il protagonista era «a 12-year-old boy (roughly myself) at edge of puberty, peak of certain kinds of hypersensitive introversion, isolation, and a certain priggishness». A padre Flye, peraltro insegnante al collegio di St. Andrew a Sewanee, nella lettera del 23 maggio 1950 in cui lo informa di aver terminato la prima stesura della Veglia, chiede informazioni sugli orari dell'alba e dell'aurora a Sewanee nei primi giorni di aprile, durante la settimana santa.
Per Roger Ramsey le tre parti in cui è strutturata l'opera, di cui la parte centrale è preminente, creano una tensione a sfondo religioso. Thomas G. Bergin rileva come la personalità del protagonista sia «dipinta con arte e tenerezza», che sia molto evidente l'influsso di Joyce e di Faulkner, ma che la breve opera abbia «qualità originali di esperienza» e sia «tutta percorsa dal tipico lirismo di Agee». James Agee vedeva la scrittura cinematografica come un'opportunità per la ricerca di nuove linee stilistiche; anche nelle narrazioni giovanili la scrittura di Agee univa alla modalità rievocativa dell'autobiografia, espressioni e costruzioni letterarie che riprendevano le tecniche cinematografiche della ripresa visiva e della dissolvenza. Giudizi molto lusinghieri sull'opera («uno dei migliori libri sull'infanzia mai scritti») e sull'autore («The Morning Watch non dovrebbe lasciare nessuno di noi in dubbio sulla sua statura») furono espressi da Anthony Burgess sul settimanale The Spectator.

## Edizioni
- (EN) James Agee, The Morning Watch, in Marguerite Caetani (a cura di), Botteghe Oscure, III, Quaderno VI, II semestre, Roma, 1950,  pp. 339-409.
- (EN) The Morning Watch, Boston, Houghton Mifflin, 1951.
- (EN) James Agee, Let Us Now Praise Famous Men, A Death in the Family, & Shorter Fiction, a cura di Michael Sragow, New York, Library of America, 2005, ISBN 1-931082-81-2.
- La veglia all'alba, traduzione di Giorgio Monicelli, Milano, Sugar, 1959.
- La veglia all'alba, collana Coll. Oscar Mondadori; 77, traduzione di Giorgio Monicelli, Milano, Mondadori, 1966.
- La veglia all'alba, collana Coll. Prosa e poesia del Novecento, traduzione di Giorgio Monicelli, Milano, SE, 2000, ISBN 88-7710-458-9.
- La veglia all'alba, collana Coll. La cultura; 1016, traduzione di Giorgio Monicelli, Milano, il saggiatore, 2016, ISBN 978-88-428-2251-6.